# Woutherus Mol

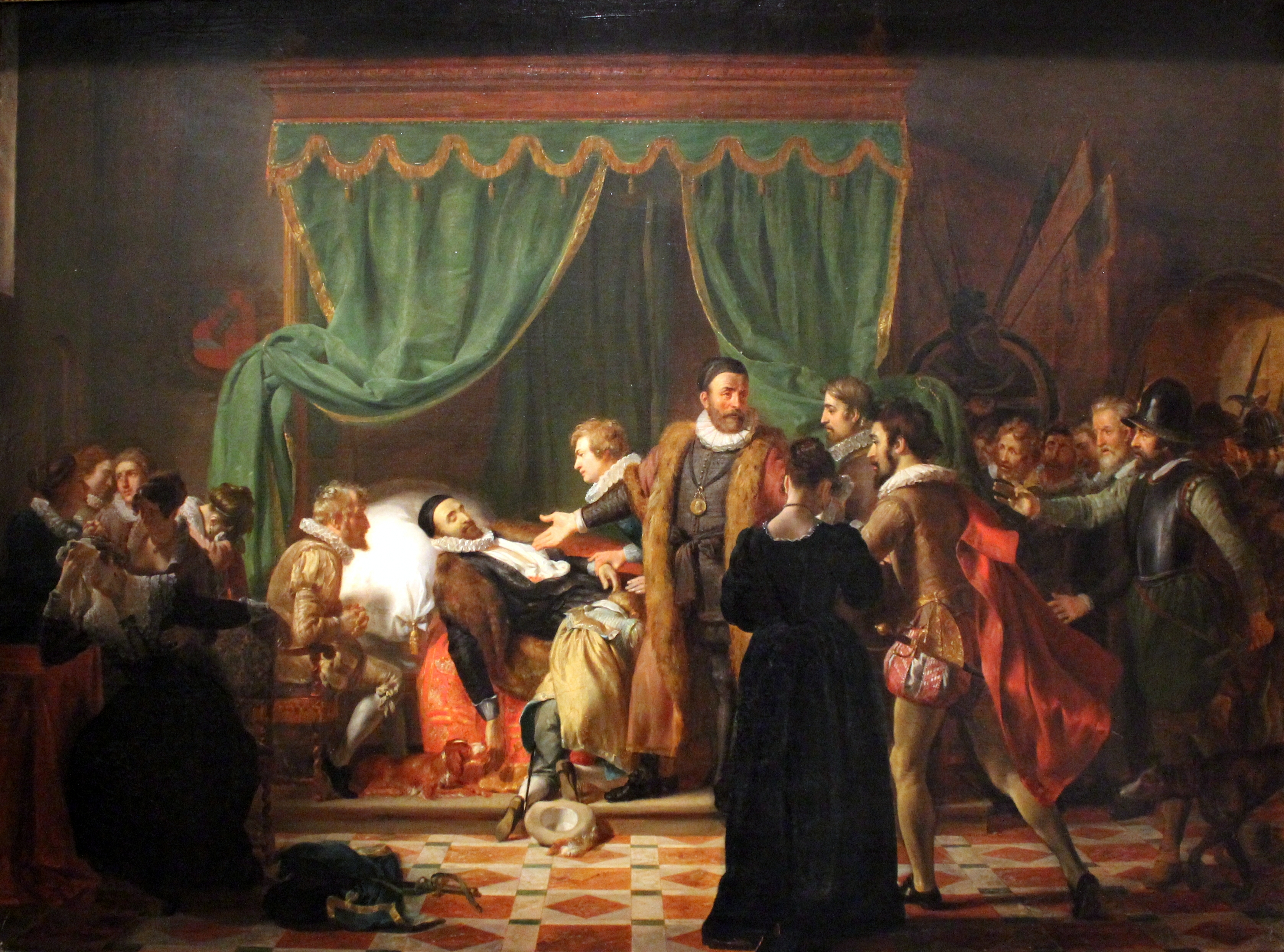
Wilhem von Oranien am Sterbebett

Woutherus Mol (* 21. März 1785 in Haarlem; † 30. August 1857 ebenda) war ein niederländischer Historien- und Aktmaler.
Mol wurde von dem Haarlemer Maler Hermanus van Brussel unterrichtet. 1802 wurde er Mitglied des Haarlemer Zeichenvereins „Tekengenootschap Kunstmin en Vlijt“. Nachdem er sich für das Pariser Kunstmuseum begeistert hatte, zog er 1806 dorthin, mit Empfehlungen für den Blumenmaler Gerard van Spaendonck, der am Institut in Paris lehrte. Da Mol jedoch viel mehr Interesse an historischen Gemälden zeigte, nahm er Unterricht bei Jacques-Louis David und erhielt 1807 von König Louis Napoleon von Holland den holländischen Prix de Rome und ein Stipendium als holländischer Schüler, um in Paris zu studieren und zu arbeiten. Da eine der Voraussetzungen für dieses Stipendium darin bestand, dass er einige seiner Arbeiten zu Ausstellungen schickte, wurde sein Gemälde der Heiligen Familie (nach Raffael) 1810 in der Amsterdamer Kunstausstellung ausgestellt. In Paris baute er sich ein Leben als Maler auf und nutzte das Stipendium nicht, um Rom tatsächlich zu besuchen und dort zu studieren.
Nach der Restauration der Niederlande im Jahr 1813 kehrte er in seine Heimatstadt Haarlem zurück. Im Jahr 1818 machte er sich mit seiner Einreichung zur Amsterdamer Kunstausstellung mit dem Titel „Der Tod des Prinzen von Oranien“ einen Namen. Dieses Gemälde wurde schließlich von der Mutter des Königs für 1800 Gulden gekauft, um es ihrer Schwiegertochter zu schenken.
Er wurde Ehrenmitglied der Académie royale des Beaux-Arts de Bruxelles. 1826 wurde er als Korrespondent der vierten Klasse in das Koninklijk Instituut aufgenommen.
Woutherus Mol erlitt einen Nervenzusammenbruch und malte in seinem letzten Lebensjahrzehnt nicht mehr. Er wurde 1846 in das „Rooms-Katholieke Wees-en armenhuis“ (das katholische Armenhaus) in Haarlem aufgenommen, wo er 1857 starb.